# Gigantochloa densa
Gigantochloa densa är en gräsart som först beskrevs av E.G. och Aimée Antoinette Camus, och fick sitt nu gällande namn av To Quyen Nguyen. Gigantochloa densa ingår i släktet Gigantochloa och familjen gräs. Inga underarter finns listade i Catalogue of Life.